# Fedir Jarošenko
Fedir Alexejevič Jarošenko (ukrajinsky Федір Олексійович Ярошенко, * 5. prosince 1949 Charcyzk, USSR) je ukrajinský ekonom a politik. V letech 2010–2012 působil jako ministr financí v první vládě Mykoly Azarova, v níž byl vystřídán Valerijem Choroškovskim. Předtím v letech 2004–2005 stál v čele Státní daňové správy Ukrajiny.